# Famille Horváth de Szentgyörgy
La famille Horváth de Szentgyörgy (szentgyörgyi Horváth en hongrois) est une ancienne famille de la noblesse hongroise. 

## Histoire
La famille est originaire du comté Vas. István Horváth acquiert en 1631 le manoir et domaine de Szentgyörgy dont la famille prend le nom.

## Membres notables
- János Horváth de Szentgyörgy (fl. 1681), alispán du comté de Vas. Père du suivant.
- Zsigmond Horváth de Szentgyörgy († 1713), alispán de Vas dont il fut le député à la Diète.
- János II Horváth de Szentgyörgy , conseiller du roi. Fils du précédent.
- Ferenc Horváth de Szentgyörgy (fl. 1775), alispán de Vas.
- Zsigmond II Horváth de Szentgyörgy(† 1809), főispán de Békés.
- Zsigmond III né Horváth de Szentgyörgy, fils du précédent, est à l'origine de la famille Hugonnay de Szentgyörgy. Il reçoit le titre de comte en 1822.
- Antal Horváth de Szentgyörgy , colonel de cavalerie et chevalier de l'Ordre militaire de Marie-Thérèse est titré baron en 1803.
- Sándor Horváth de Szentgyörgy , titré baron de l'Empire en 1858.
- János Fülöp Horváth de Szentgyörgy (1777-1841), assesseur de la Table Royale. Il est à l'origine du Anna-bál, bal organisé sur les bords du lac Balaton qui devint l'un des plus prestigieux. Il le créa pour sa fille Anna-Krisztina qui y rencontrera son futur époux, le général Ernő Kiss.

## Sources
- Magyarország családai, Iván Nagy, 1859, Pest